# Gumlösa distrikt
Gumlösa distrikt är ett distrikt i Hässleholms kommun och Skåne län. 
Distriktet ligger öster om Hässleholm. 

## Tidigare administrativ tillhörighet
Distriktet inrättades 2016 och utgörs av socknen Gumlösa i Hässleholms kommun.
Området motsvarar den omfattning Gumlösa församling hade vid årsskiftet 1999/2000.